# James Moran

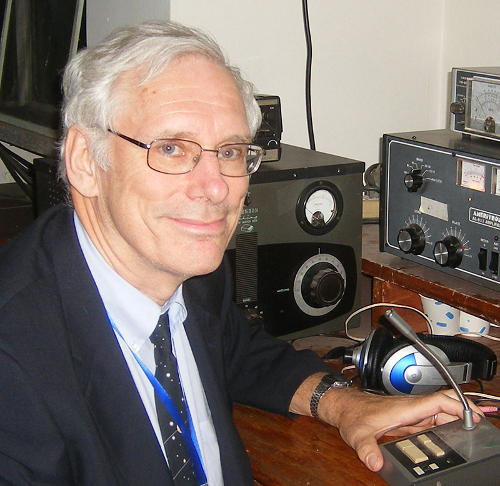
James Moran, 2020

James Michael Moran (* 3. Januar 1943 in Plainfield, New Jersey) ist ein US-amerikanischer Astrophysiker.
James Moran studierte an der University of Notre Dame und am MIT (Ph.D. 1968). Danach war er bis 1970 am Lincoln Laboratory tätig, seither am Harvard-Smithsonian Center for Astrophysics. Im Jahr 1973 wurde er Dozent, 1979 Professor an der Harvard University. Seit 2005 ist er zusätzlich Professor an der Universität Nanjing in China. 1998 wurde er in die National Academy of Sciences, 2010 in die American Academy of Arts and Sciences, 2020 in die American Philosophical Society gewählt.
James Moran ist verheiratet mit der Naturwissenschaftlerin und Priesterin Barbara Putney Smith-Moran, das Paar hat zwei Kinder.